# Jaromír Šimr
Jaromír Šimr (* 31. ledna 1979) je bývalý český fotbalista. 
Je odchovancem Viktorie Plzeň. Od 17 let hrál v Nizozemsku. S Waalwijkem a Excelsiorem. S NEC Nijmegen hrál Eredivisii, nejvyšší nizozemskou ligu. Odešel do polského Amica Wronki, později se ale vrátil zpět do Nizozemska a v roce 2007 přestoupil do Viktorie Plzeň. Ve Viktorii byl ale pouze krátce a později hrál nižší české soutěže.
V české nejvyšší soutěži debutoval za Viktorii Plzeň dne 10. prosince 2007 proti Spartě Praha.